# Denice Zetterquist
Denice Ingeborg Linnea Larson-Zetterquist, ogift Larson, född 28 november 1929 i Väröbacka, Värö församling, Halland, död 2014 i Arvika, var en svensk målare, tecknare, grafiker och teckningslärare.

## Biografi
Denice Zetterquist var dotter till Walfrid Larson och Gerda Nilsson och från 1954 gift med Olle Zetterquist samt mor till textilkonstnären Nina Zetterquist. Denice Zetterquist föddes i Halland men växte upp i New York. När familjen återvände till Sverige var hon 18 år. Hon studerade vid Slöjdföreningens skola i Göteborg 1947–1950 för Nils Wedel och Rudolf Flink samt på Valands konstskola 1951–1955 med Endre Nemes som lärare. Hon kompletterade sin utbildning med ytterligare tre år på Slöjdföreningens skola, varefter hon arbetade som teckningslärare i Kinna. Tillsammans med sin man genomförde hon ett flertal studieresor till olika länder i Europa. Hon tilldelades Hallands konstförenings stipendium 1965 och tillsammans med sin man fick hon ett ateljéstipendium med vistelse i en av de svenska målarateljéerna i Paris 1965–1966. 
Zetterquist hade en lång rad separatutställningar runt om i Sverige och deltog i samlingsutställningarna 3 x Zetterquist på Göteborgs konsthall 1988, Arvika Konsthall 2002, Pikenberg påskutställning 2005, Hallands Konstförening 2004, vårsalong på Länsmuseet i Halmstad 2007, Efter kolonin på Rackstadmuseet 2008 samt medverkat i olika konstellationer av utställande familjemedlemmar. Hon var under 1950-talet och 1960- talet en flitig utställare i Hallands Konstförening och Värmlands konstförenings utställningar. Hon medverkade i utställningen Nya Valand som visades på Liljevalchs konsthall 1958, Liljevalchs Stockholmssalong 1959, 1962–1964 och 1966 samt Grupp Västs utställning på Sveagalleriet 1966 samt Nationalmuseums Unga tecknare 1963–1964 samt utställningar arrangerade av Svenska konstnärernas förening och en rad utställningar med provinsiell konst i Göteborg och Värmland. Hon var representerad i internationella utställningar i Lübeck, Amsterdam och Paris. Tillsammans med sin man och Jörgen Zetterquist ställde hon ut i Kungsbacka 1962 och tillsammans med sin man och Sven Erik Johansson i Lycksele 1963 samt tillsammans med sin man och Jörgen Zetterquist i Eslöv 1963.
Bland hennes offentliga arbeten märks en mosaik och ett glasfönster på Lillåstrandsskolan i Örebro, en emaljmålning i entrén till Östra sjukhuset i Göteborg, en ridå till Tynneredsskolan i Göteborg, laminatmålningar för Lärarhögskolan i Göteborg, en väggmålning och en emaljmålning på Strömmenbergs sjukhem, en akrylmålning på O'Hare-flygplatsen i Chicago samt en laminatmålning till Skellefteå sjukhus. Hennes konst består av ett färgstarkt måleri med landskap, stilleben och ett nonfigurativt måleri utförda i teckning, grafik, textil och emalj. Hon och hennes man utsågs 2006 till Arvika kommuns kulturpristagare. 
Zetterquist är representerad på Moderna museet i Stockholm, Göteborgs konstmuseum, Värmlands museum, Statens konstråd.